# Archidiecezja kinszaska
Archidiecezja Kinszaska (łac. Archidioecesis Kinshasana; fr. Archidiocèse de Kinshasa) – jedna z 6 archidiecezji obrządku łacińskiego w Kościele katolickim w Demokratycznej Republice Konga ze stolicą w Kinszasie. Erygowana 22 listopada 1886 brewe przez Leona XIII jako Misja „sui iuris” Kongo Belgijskiego, a podniesiona 3 kwietnia 1919 konstytucją apostolską przez Piusa X do rangi wikariatu apostolskiego Léopoldville. Ustanowiona archidiecezją 10 listopada 1959 bullą papieską przez Jana XXIII, a przemianowana 30 maja 1966 przez Pawła VI na archidiecezję Kinszasy. Arcybiskupstwo tworzy i znajduje się w metropolii Kinszasy.

## Biskupi

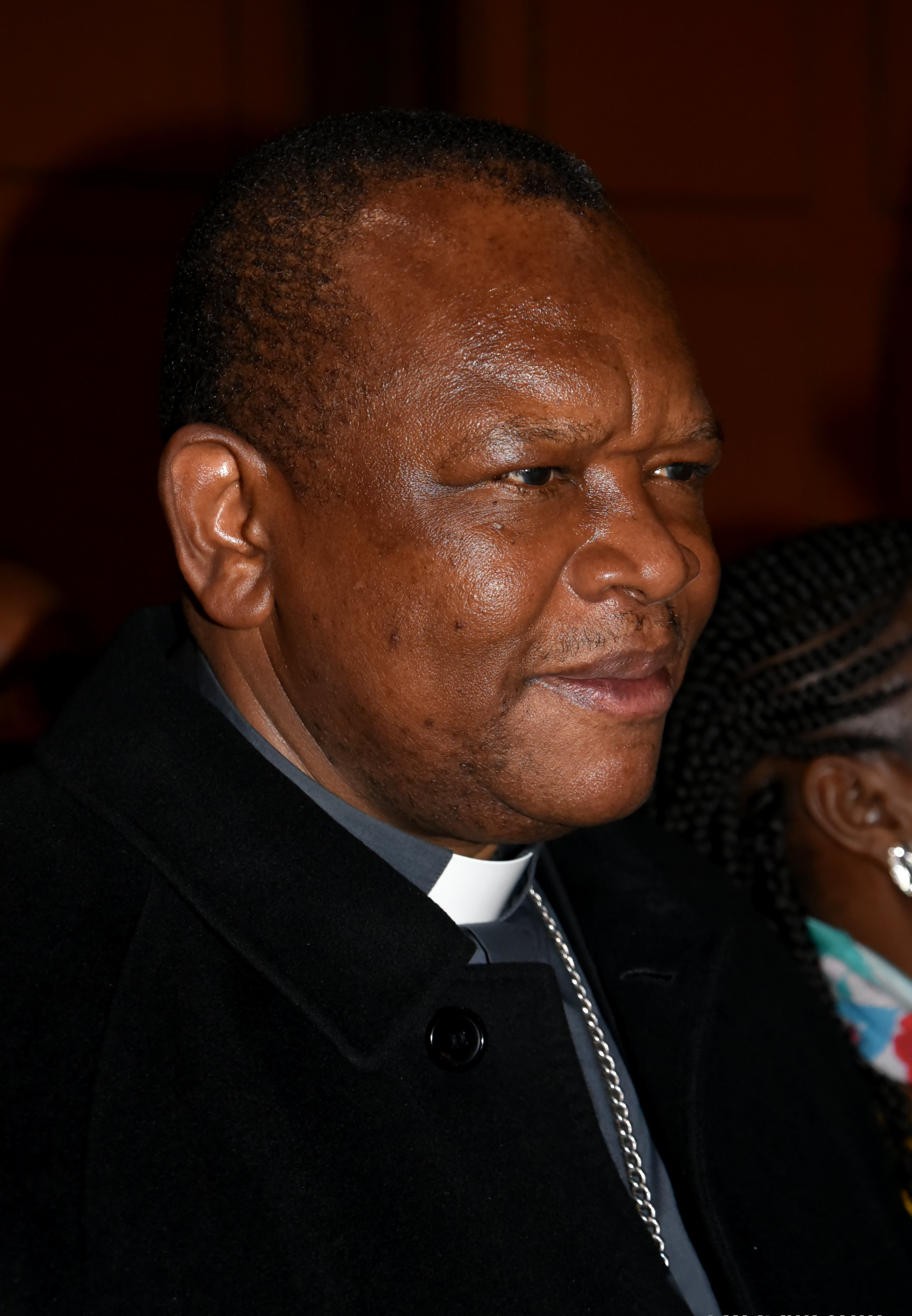
kard. Fridolin Ambongo OFMCap – metropolita

### Biskup diecezjalny
- kard. Fridolin Ambongo OFMCap – koadiutor w 2018, metropolita kinszaski od 2018, członek Rady Kardynałów od 2020

### Biskup pomocniczy
- bp Charles Ndaka Salabisala – (wikariusz generalny) od 2020
- bp Edouard Tsimba Ngoma CICM – (wikariusz generalny) od 2023
- bp Edouard Isango Nkoyo – (wikariusz generalny]) od 2023

### Biskup senior
- bp Edouard Kisonga – biskup pomocniczy kinszaski w latach 2000–2022, senior od 2022